# Хан, Амджад
Амджад Захария Сингх Хан (хинди अमजद ख़ान, англ. Amjad Zakaria Singh Khan; 12 ноября 1940, Хайдарабад — 27 июля 1992, Бомбей) — индийский актёр театра и кино и кинорежиссёр

. Амджад Хан снялся в 165 фильмах за почти 20 лет своей карьеры. В России известность ему принесла роль жестокого бандита Габара Сингха в боевике «Месть и закон».

## Биография
Родился 12 ноября 1940 года в Бомбее в семье выдающегося актёра Джайянта. Его братья — Имтиаз Хан и Инаят Хан тоже пробовали свои силы на съёмочной площадке. Он окончил среднюю школу святой Терезы в Бандре (Мумбаи), после чего там же посещал Национальный колледж имени Риши Дайарама, где был избран генеральным секретарем студенческого сообщества. До того, как начать сниматься в кино, он был театральным актёром.
В 1957 году юный актёр сыграл небольшую роль подростка-художника в драме «Дели уже близко». В конце 1960-х годов он работал на съемках фильма режиссёра К. Асифа «Любовь и бог» и сыграл в нём небольшую роль слуги. В 1975 году ему предложили роль разбойника Габбара Сингха в фильме «Месть и закон». Для подготовки к этой роли актёр читал различные материалы о жизни настоящих бандитов. Оглушительный успех боевика повлек за собой множество других предложений, и в следующие 17 лет актёр работал на износ, что привело к сердечной недостаточности. Он часто играл противника главных героев в исполнении Амитабха Баччана, Дхармендры, Зинат Аман и многих других.

### Автокатастрофа в 1986 году
В 1986 году актёр попал в автомобильную аварию на дороге Бомбей-Гоа, которая едва не закончилась смертельным исходом. Медикаменты, использующиеся для лечения, вызвали серьёзные проблемы с весом, которые продолжались до конца его жизни.

### Последние годы жизни
В последние годы своей жизни актёр страдал от сердечной недостаточности.
Скончался 27 июля 1992 года в Бомбее от сердечной недостаточности. Похоронная процессия с телом актёра прошла от его дома в Пали-Хилл до мусульманского кладбища в восточной части Бандры. На похоронах присутствовали все звезды индийского кинематографа.
Некоторые из фильмов, которые он закончил, пока был жив, вышли только после его смерти — и выходили вплоть до 1996 года.

## Личная жизнь
В 1972 году Амджад женился на Шейле Хан. От этого брака у него трое детей: дочь Ахлам Хан, сыновья Шадааб Хан и Шимааб Хан.

## Избранная фильмография
Снялся в 196 работах в кино, поставил 4 фильма в качестве режиссёра.
В качестве актёра
- 1957 — Дели уже близко — Лачу
- 1975 — Месть и закон — Габбар Сингх
- 1976 — Гашиш — Роберт
- 1977 — Аафат — Шера

В качестве актёра и режиссёра
- 1983 — Полицейский — Баркхи Кхан

## Награды
- Bengal Film Journalists' Association Awards:
  - Лучший актёр второго плана — в картине «Месть и закон» (1976)
- Filmfare Awards:
  - Лучший актёр второго плана — в картине «Dada» (1980)
  - Лучший актёр второго плана — в картине «Yaarana» (1982)
  - Лучшая комедийная роль — в картине «Maa Kasam» (1986)